# Pericallia centralasiae
Pericallia centralasiae là một loài bướm đêm thuộc phân họ Arctiinae, họ Erebidae.